# Tatjana Owsijenko
Tatjana Nikołajewna Owsijenko, ros. Татья́на Никола́евна Овсие́нко (ur. 22 października 1966 w Kijowie) – rosyjska piosenkarka, Zasłużona Artystka Federacji Rosyjskiej.
Od grudnia 1988 do grudnia 1990 wokalistka grupy Miraż. W 1991 rozpoczęła karierę solową. Wydała 10 albumów i wiele singli. W 1998 została wytypowana na reprezentantkę Rosji na Konkurs Piosenki Eurowizji (z utworem „Sołnce mojo”, pol. „Słońce moje”). Nie pojawiła się jednak w Birmingham. Powodem tego była niska średnia punktów, jakie Rosja zebrała podczas ostatnich pięciu edycji Konkursu. W grudniu 2001 dekretem prezydenta otrzymała tytuł Zasłużonego Artysty Federacji Rosyjskiej.

## Albumy
- Красивая девчонка (Krasiwaja diewczonka, 1991)
- Капитан (Kapitan, 1993)
- The best…(1993)
- Не суди (Nie sudi, 1994)
- Татьянин день (Tatjanin dień, 1994)
- Надо влюбиться (Nado wliubit'sia, 1995)
- За розовым морем (Za pozowym moriem, 1997)
- Река любви моей (Rieka liubwi mojej, 2001)
- Золотой альбом (Zołotaj al'bom, 2003)
- Я не скажу прощай (Ja nie skażu proszczaj, 2004)